# Monasteri della Bucovina

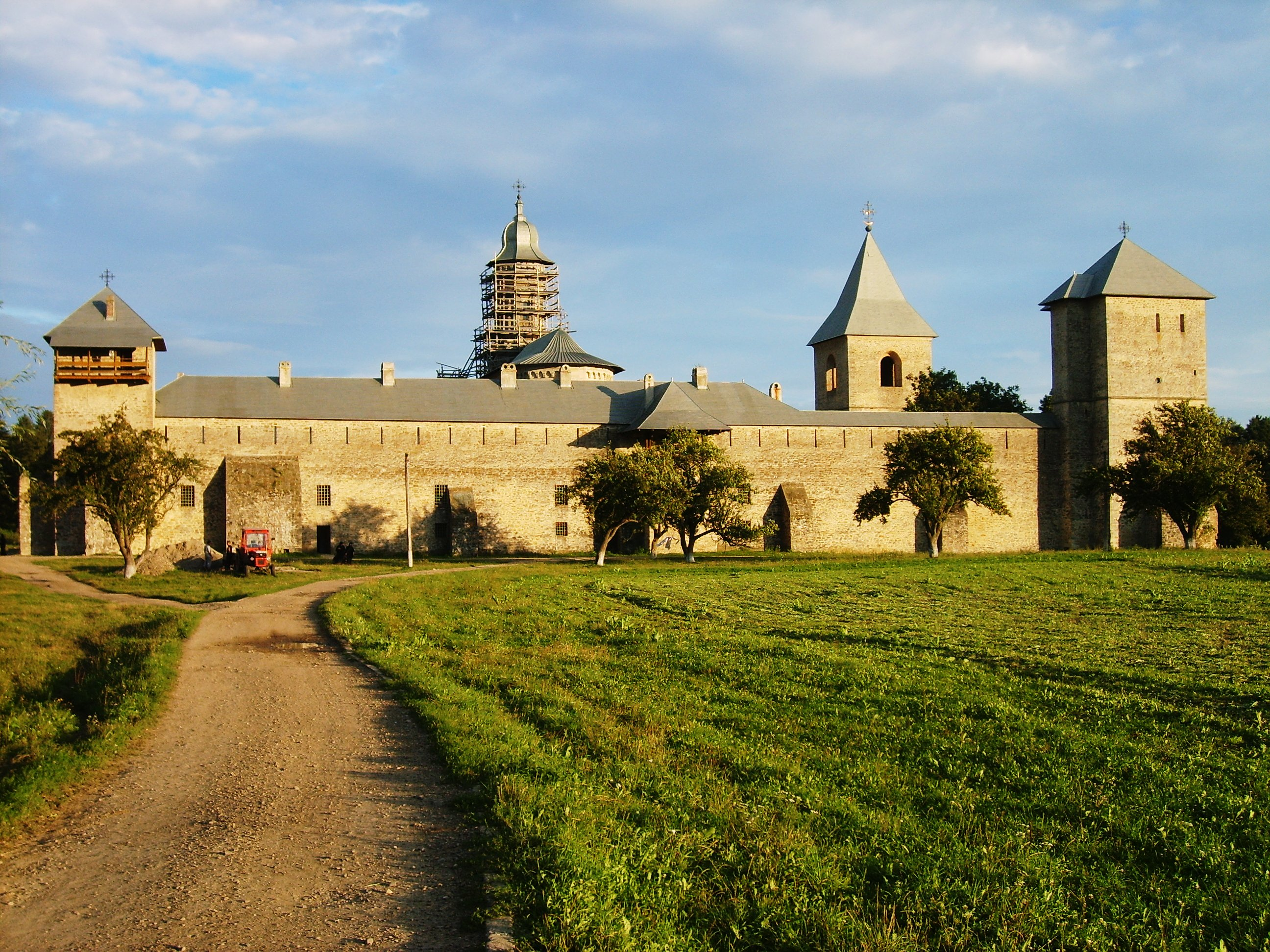
Monastero di Dragomirna

I monasteri ortodossi della Bucovina, una delle più importanti bellezze artistiche della Romania, sono stati edificati nel XIV e XV secolo per affermare la resistenza della fede ortodossa contro l'espansionismo musulmano, vengono ricordati principalmente per i vivaci affreschi dipinti sulle pareti esterne delle chiese.

## I monasteri
Si snodano da Suceava verso Rădăuți nelle cui vicinanze si trova il monastero di Dragomirna. Da Rădăuți, si procede per Vicovu de Jos nei cui pressi si trova il monastero di Putna. Sempre da Rădăuți seguendo la direzione per Marginea, centro di produzione della ceramica nera, si incontra il Monastero di Sucevița, costruito nel 1584. Da questa località, andando verso Vatra Moldoviței si raggiunge il monastero di Moldovița, edificato nel 1532.
Da Vatra Moldovitej verso Gura Humorului si raggiunge il Monastero di Voroneț. La chiesa di questo monastero, costruita nel 1488 e dipinta esternamente nel 1547, è il monumento più importante tra quelli descritti ed è stata dichiarata patrimonio dell'umanità dall'UNESCO. Altri monasteri sono quelli di Horezu, Humor, Probota e di Snagov.